# Una passejada per recordar
Una passejada per recordar (original: A Walk to Remember) és una pel·lícula basada en el llibre escrit per Nicholas Sparks, publicat l'any 1998. Està ambientada a Beaufort (Carolina del Nord) i va ser dirigida per Adam Shankman i produïda per Denise Denovi i Hunt Lorry l'any 2002. Ha estat doblada al català.

## Argument
Jamie era una noia educada i estudiosa i no tenia por a fer saber que la fe era el més important per ella, encara que això li costés alguns amics.
Landon era un de tants: temperamental, desordenat, que destacava a l'institut pel seu aspecte i caràcter. Als seus amics els divertia burlar-se de tothom quan no eren com ells, i solien criticar a la Jamie per la seva vestimenta i conducta. Landon i la seva colla manaven a l'escola.
La cosa canvia quan Landon, s'enamora de l'última persona que s'imaginaria enamorar-se, de la Jamie. Va decidir conquistar-la, tot i que s'havia que això faria que la seva colla el deixés de banda, ja que no era de la seva categoria anar amb ella. Els dos comencen a viure una bonica història d'amor fins que a la Jamie li diu que té leucèmia. En Landon està molt ensorrat per la notícia, però així i tot li demana que es casin. Es casen i està amb ella, fins que finalment mor.

## Repartiment
| Nom real del actor | Nom a la pel·lícula       |
| ------------------ | ------------------------- |
| Shane West         | Landon Rollins Carter     |
| Mandy Moore        | Jamie Elizabeth Sullivan  |
| Peter Coyote       | Reverend Hegbert Sullivan |
| Daryl Hannah       | Cynthia Carter            |
| Lauren German      | Belinda                   |
| Clayne Crawford    | Degà                      |
| Paz de la Huerta   | Tracie                    |

## Crítica
"Prova que una pel·lícula sobre la bondat no és el mateix que una bona pel·lícula."
- "Una pel·lícula per a adolescents molt entretinguda."[5]
- "Una pel·lícula romàntica teen tradicional tan tendra i lliure d'ironia que en criticar-la un se sent com pegant amb un bat de beisbol a un sac ple de gatets nounats."[6]